# Altica brevicollis coryletorum
Altica brevicollis coryletorum é uma subespécie de insetos coleópteros polífagos pertencente à família Chrysomelidae.
A autoridade científica da subespécie é Kral, tendo sido descrita no ano de 1964.
Trata-se de uma subespécie presente no território português.